# Raimund Weissensteiner

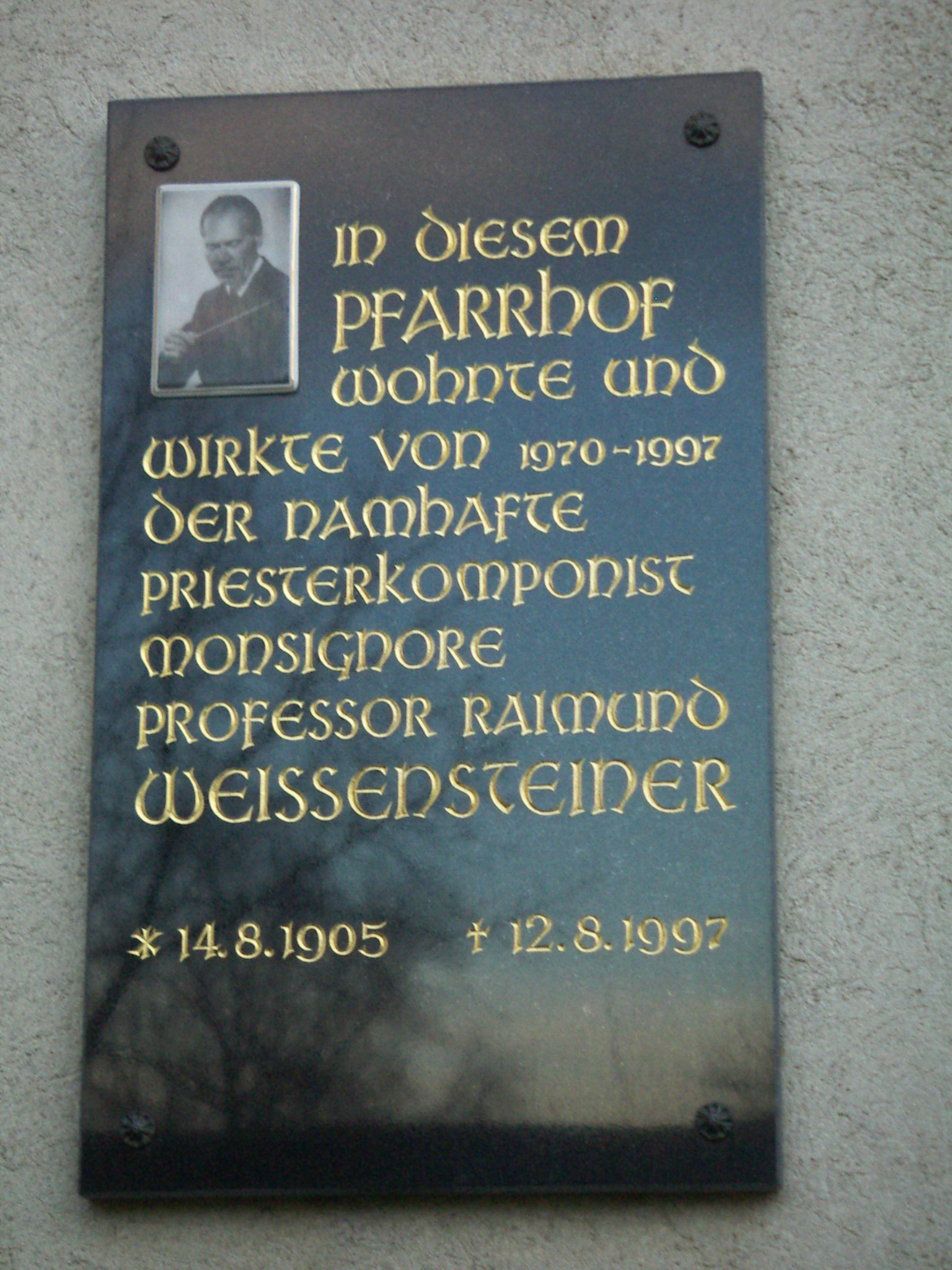
Gedenktafel am Pfarrhof der Pfarrkirche Großjedlersdorf

Raimund Vinzenz Weissensteiner (* 14. August 1905 in Hoheneich, Niederösterreich; † 12. Juli 1997 in Wien) war ein österreichischer Priester und Komponist.

## Leben
Er besuchte von 1916 bis 1918 das Gymnasium Zwettl und trat 1918 in das Knabenseminar Hollabrunn ein. 1924 maturierte er am Bundesgymnasium Hollabrunn und trat danach in das Wiener Priesterseminar ein. Nach dem Studium der Theologie empfing er am 29. Juni 1929 in Wien die Priesterweihe. Anschließend war er Kaplan in Hollabrunn und ab 1933 in der Pfarre St. Brigitta in Wien XX.
Er studierte an der Wiener Musikakademie bei Oswald Kabasta und Franz Schmidt und legte am 13. Juni 1934 die Diplomprüfung im Hauptfach Komposition ab. 1938 wurde er Kaplan an der Votivkirche in Wien und begann im selben Jahr mit der Lehrtätigkeit an der Musikakademie.
Er wurde 1943 von der Gestapo verhaftet und zu drei Jahren Gefängnis verurteilt. Einer Überstellung nach Mauthausen 1945 konnte er sich durch Flucht entziehen. Danach nahm er bis 1968 seine Lehrtätigkeit an der Musikakademie wieder auf.
1984 wurde ihm das Österreichische Ehrenkreuz für Wissenschaft und Kunst I. Klasse verliehen. 1989 wurde er zum Kaplan seiner Heiligkeit (Monsignore) ernannt. Begraben ist er in der Priesterbegräbnisstätte auf dem Wiener Zentralfriedhof.

## Werke
Oratorien Das Hohe Lied (1936), Das große Mysterium (1953/54), Kein Mensch kennt seine Zeit (1958), Was toben die Heiden (1962/63); Kammeroratorien, Kammermusik, Kirchenmusik, 12 Symphonien, Lieder, Orchester-, Chor-, Klavier- und Orgelwerke.